# TSV Friedberg (Handball)
Die Handballabteilung des TSV 1862 Friedberg e.V., kurz TSV Friedberg, ist ein Handballverein aus Friedberg im Landkreis Aichach-Friedberg, dessen Männermannschaft an drei DHB-Pokalrunden teilnahm, süddeutscher Vizemeister wurde, mehrere Jahre der dritthöchsten Spielklasse im deutschen Handball angehörte und für die 2. Bundesliga qualifiziert war.

## Geschichte
Die Männermannschaft der 1946 gegründeten Handballabteilung des TSV Friedberg gewann in der Spielzeit 2012/13 die Meisterschaft in der 3. Liga Süd, verzichtete aber dann auf den Aufstieg in die 2. Bundesliga. In der Spielzeit 2013/14 stieg die Mannschaft am Ende der Spielzeit 2014/15 in die Bayernliga ab.
In den Spielzeiten 2015/16 und 2016/17 wurde das Team von Manuel Vilches-Moreno trainiert, der am Ende der Saison die Cheftrainerposition an den Kroaten Mirko Pesic übergab. Dieser führte die Mannschaft in der Spielzeit 2017/18 zum Gewinn des Bayerischen Pokals und zur Vizemeisterschaft in der Bayernliga.
Am 25. November 2018 wurde der bayerische Pokal vor heimischem Publikum gegen den TSV Haunstetten verteidigt.
Die TSV-Handballer nehmen mit drei Männermannschaften, einem Frauenteam und zehn Nachwuchsmannschaften am Spielbetrieb des Bayerischen Handballverbandes (BHV) teil. Die erste Männermannschaft spielt in der Saison 2024/25 in der neu eingeführten Oberliga Bayern und das Frauenteam in der Bezirksliga.

### Erfolge
| - Meister 3. Liga Süd mit Aufstiegsrecht zur 2. BL 2013 - Süddeutscher Vizemeister 1994 - Gründungsmitglied der 3. Liga 2010 - Aufstieg in die Regionalliga Süd 1989, 2008 - Bayerischer Meister 1989, 2008 - BHV-Supercupsieger 2007, 2008 | - DHB-Pokal 2. Hauptrunde 1993/94 - DHB-Pokal Hauptrunde 2013/14 - DHB-Amateurpokal Viertelfinale 2018 - Bayerischer Pokalsieger 2007, 2013, 2018, 2019 - Bayerischer Vizemeister 1998, 2004, 2005, 2007, 2018, 2019 - Aufstieg in die Bayernliga 1987 - Südbayerischer Landesligameister 1987 |